# Vuurtoren van Isla de Alborán

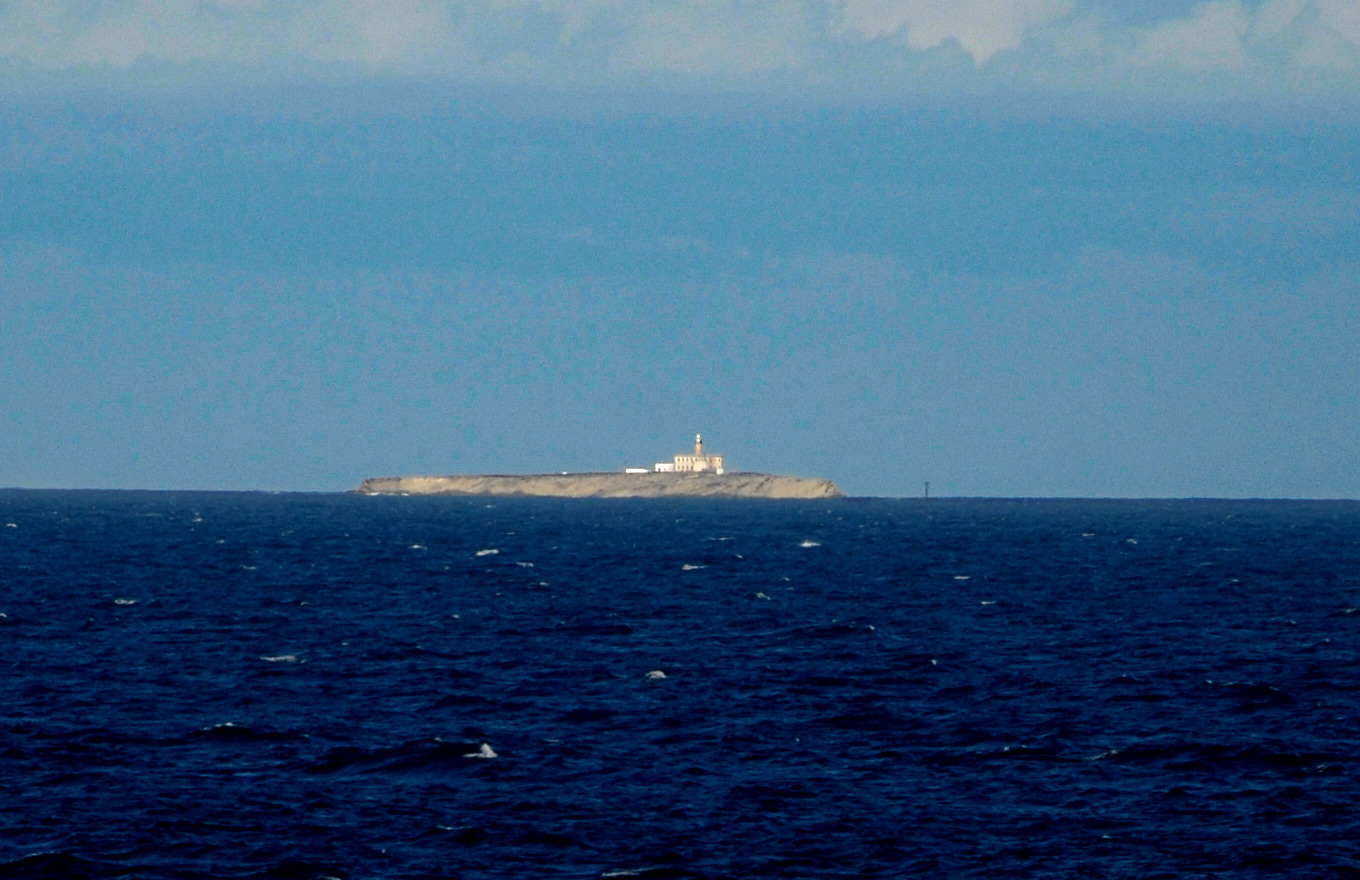
De Vuurtoren van Alborán gezien vanuit een ferryboot.

De vuurtoren van het eiland Alborán is een vuurtoren voor maritiem verkeer gelegen voor het eiland Alborán, tussen Spanje en Marokko in de Zee van Alborán. Het onderhoud komt overeen met de havenautoriteit van Almería. Het is automatisch, elektrisch en wordt aangedreven door zonne-energie. Het begon zijn werking in 1876.
Om logistieke redenen werd het gebouw in mei 1994 toegewezen aan de haven van Malaga, maar in 2007 keerde het weer terug naar het rechtsgebied Almería.

## Geschiedenis
In 1859 werd besloten een vuurtoren van de eerste of tweede orde te bouwen, voor verduisteringen of flitsen. In 1876 werd een vuurtoren van de derde orde aangestoken, die eruitzag als een vast wit licht en verlicht werd door middel van een lamp die olijfolie, paraffine en petroleum verbruikte. Gelegen op een cilindrische hardstenen toren van twintig meter hoog, geplaatst op een rechthoekig gebouw. versterkt met twee kastelen in halve cirkels, gekanteeld en met schietgaten om de vuurtoren te verdedigen. Het signaallichtbaken had een lichtbereik van 16 kilometer toen het operationeel werd. Vanwege het enorme isolement en de mogelijkheid van een aanval, was het buitengewoon uitgerust met een staf van vier "wachters" om de vuurtoren te onderhouden.
De vuurtoren en zijn faciliteiten werden gemoderniseerd door het Ministerie van Milieu, ingehuldigd door minister Elena Espinosa op 30 januari 2006 en voltooid in 2008.